# Tjacko Zaz
Tjacko Zaz, född 17 maj 2012 i Avesta i Dalarnas län, är en svensk varmblodig travhäst. Han inledde karriären som unghäst hos Reijo Liljendahl. Åren 2016–2017 tränades han av Timo Nurmos. Sedan 2018 tränas och körs han av Nicklas Westerholm.
Tjacko Zaz inledde karriären i juni 2015. Han har till augusti 2017 sprungit in 1,1 miljoner kronor på 36 starter varav 10 segrar, 6 andraplatser och 3 tredjeplatser. Han tog karriärens hittills största seger i Bronsdivisionens final (dec 2016).
Han deltog i 2017 års upplaga av Elitloppet på Solvalla. Han bjöds in som en joker efter att i april 2017 ha blivit den dittills snabbaste svenska hästen för året då han vann på tiden 1.09,5 över 1640 meter autostart i ett Silverdivisionslopp på Åby. I Elitloppet, som gick av stapeln den 28 maj 2017, kördes han av John Campbell. Han diskvalificerades för galopp i försöket och tog sig således inte vidare till final.